# Le Verdict (film, 2013)
Pour les articles homonymes, voir Verdict (homonymie).
Le Verdict (Het vonnis) est un film dramatique belge scénarisé et réalisé par Jan Verheyen et sorti en 2013.

## Synopsis
Luc Segers est heureux. Il habite une belle maison avec son épouse Ella et leur fille Anna et obtiendra bientôt un poste à la direction de l'entreprise Logistics. En revenant d'une fête d'entreprise au Museum aan de Stroom à Anvers, il s'arrête pour faire le plein d'essence, mais le couple est attaqué par un voleur. Ella est battue à mort par un voleur. Anna, voyant son père attaqué, traverse la route, est renversée par une voiture et meurt sur le coup. Luc apprend ce qui s'est passé trois semaines plus tard, lorsqu'il se réveille d'un coma.
Luc prend un avocat renommé et est certain que la justice prévaudra. Mais, en raison d'une erreur de procédure, le voleur est rapidement libéré. Il décide alors de faire sa propre loi, recherche le voleur et l'abat. Pour son geste, Luc est aussitôt placé en détention. Son procès, très médiatisé, commence. Vu les circonstances, l'opinion publique lui est particulièrement favorable. Mais le procureur général fait tout pour le condamner. Segers et son avocat entreprennent alors une stratégie risquée qui peut aboutir aussi bien à une condamnation à vie qu'à un acquittement.
Ayant gagné leur pari, Luc est de nouveau un homme libre, mais un homme libre qui sait qu'il ne reverra plus jamais sa femme et sa fille.

## Fiche technique
- Titre : Le Verdict
- Titre original : Het vonnis
- Réalisateur : Jan Verheyen
- Scénario : Jan Verheyen
- Directeur de la photographie : Frank van den Eeden
- Producteur : Peter Bouckaert
- Musique : Steve Willaert
- Montage : Philippe Ravoet
- Société de production : Eyeworks
- Pays de production :  Belgique
- Dates de sortie :
  -  Canada : 23 août 2013 (Festival international du film de Montréal)
  -  Pays-Bas : 2 octobre 2013 (Nederlands film festival)
  -  Belgique : 9 octobre 2013
- Genre: drame, thriller
- Durée : 100 minutes
- Langue : néerlandais

## Distribution
- Koen De Bouw : Luc Segers
- Hendrik Aerts (nl) : Kenny De Groot, le meurtrier de Ella
- Veerle Baetens : Maître Teugels, l'avocat de Kenny
- Camilia Blereau
- Nell Cattrysse : Anna, la fille de Luc Segers
- Jappe Claes : le procureur général
- Robby Cleiren
- Jo De Meyere : Karel Puype
- Sven De Ridder (nl) : Jan Ravoet
- Vic de Wachter : le ministre de la justice
- Karel Deruwe (nl)
- Joke Devynck : Ella De Graeve, la femme de Luc Segers
- Erik Goris (nl)
- Wouter Hendrickx : l'inspecteur Vercauteren
- Ella Leyers : assistant
- Johan Leysen : Jan De Cock, l'avocat de Luc
- Chris Lomme : Louise Puype, épouse de Karel Puype
- Marilou Mermans : Eigenares van buurtwinkel (scènes non reprises au montage final)
- Viviane de Muynck : le juge Van Rillaer
- Ann Pira
- Wietse Tanghe : assistant
- Dirk Tuypens : le juge d'instruction Veldeman
- Chiel Van Berkel
- Ben Van Ostade
- Arnold Willems
- Paul de Leeuw : le présentateur de Manneke Paul (nl)
- Jos Verbist : Professeur De Bats

## Production

### Tournage
Le tournage, qui s'est étalé sur 30 jours, a débuté à Gand le 11 février 2013 et s'est terminé le 29 mars 2013. Bruxelles, Malines et Anvers ainsi que la Cour d'assises de Bruges ont également servi de décor.

### Sortie
La première mondiale s'est déroulée le 23 août 2013 au Festival international du film de Montréal au Canada.

## Accueil
Après une semaine de sortie en salles, plus de 100 000 spectateurs ont assisté à une projection du film en Flandre et à Bruxelles.

## Distinctions

### Prix remportés
- 2014 : 5e cérémonie des Ensors
  - Meilleur acteur
  - Meilleure photographie
  - Meilleur montage

### Nominations
- 2014 : Festival international du film de Palm Springs : sélection « World Cinema Now »